# 1 Regiment Jagers te Paard - Gidsen
Het 1 Regiment Jagers te Paard - Gidsen (Frans: 1er régiment de chasseurs à cheval - guides) was een verkenningseenheid van de Landcomponent, een onderdeel van de Belgische Krijgsmacht. 
De eenheid is gevormd in 2006 uit de fusie van het 1 Regiment Jagers te Paard en het onafhankelijke eskadron gidsen.  In 2011 ging de eenheid op in het nieuwe Bataljon Jagers te Paard

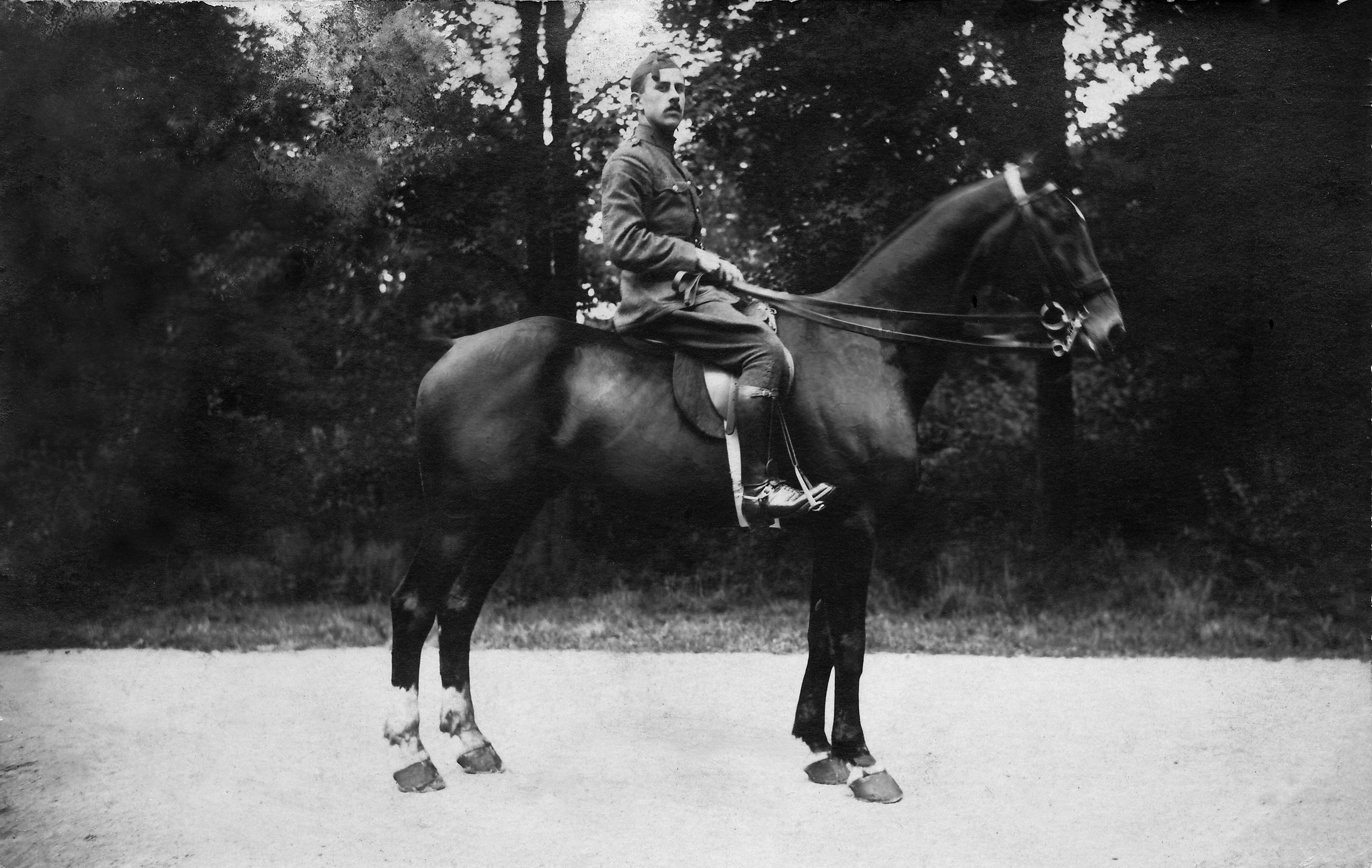
Cavalier van het 1e Regiment van Gidsen.

## Geschiedenis
Na de ontbinding in juli 2002 van cavalerieschool en het Regiment van de Gidsen werd een onafhankelijk Nederlandstalig eskadron gidsen opgericht met als standplaats Lombardsijde.  In maart 2004 verloor het eskadron zijn onafhankelijkheid en werd het het vierde eskadron bij het 1 Jagers te Paard. In 2006 kwam er een naamsverandering naar 1 Regiment Jagers te Paard - Gidsen. 
In januari 2011 fusioneerde de eenheid met het 2/4 Regiment Jagers te Paard tot het Bataljon Jagers te Paard ook bataljon ISTAR genoemd.

## Tradities
Zowel de regimentsmars als standaard zijn overgenomen van het 1 Jagers te Paard en zijn na de ontbinding van de eenheid overgedragen aan Bataljon Jagers te Paard.
De regimentsmars is de mars van het 1 Jagers te Paard
De standaard (= vlag van de eenheid) draagt de nestel in de kleuren van het Kruis der Ontsnapten 1940-1945 en van het Oorlogskruis.  Op het vaandel staan de volgende vermeldingen:
- VELDTOCHT 1914-1918
- REIGERSVLIET
- ANTWERPEN
- DE GEETE

## Organisatie
Het Regiment was deels gekazerneerd te Leopoldsburg en deels te Lombardsijde en beschikte in totaal over vier eskadrons.
In Leopoldsburg bevonden zich:
- Esk Staf & Diensten; de bataljonsstaf met bevelvoering- en logistieke elementen
- Esk A; een verkenningseskadron bestaande uit:
  - Een stafpeloton;
  - Drie verkenningspelotons op  Iltis Jeep;
  - Een peloton voltigeur op Unimog.
- Esk B; een verkenningseskadron bestaande uit:
  - Een stafpeloton;
  - Drie verkenningspelotons op jeep Iltis;
  - Een peloton voltigeur op Unimog.

In Lombardsijde bevonden zich: 
- Eskadron Gidsen; een verkenningseskadron deels samengesteld uit paracommando's en bestaande uit:
  - Een stafpeloton;
  - Drie verkenningspelotons op jeep Iltis.